# Meromonakantha nutae
Meromonakantha nutae is een naaldkreeftjessoort uit de familie van de Typhlotanaidae. De wetenschappelijke naam van de soort is voor het eerst geldig gepubliceerd in 2007 door Blazewicz-Paszkowycz.